# 釣瓶落峠
釣瓶落峠（つるべおとしとうげ）は、青森県中津軽郡西目屋村と秋田県山本郡藤里町にまたがる峠である。

## 概要

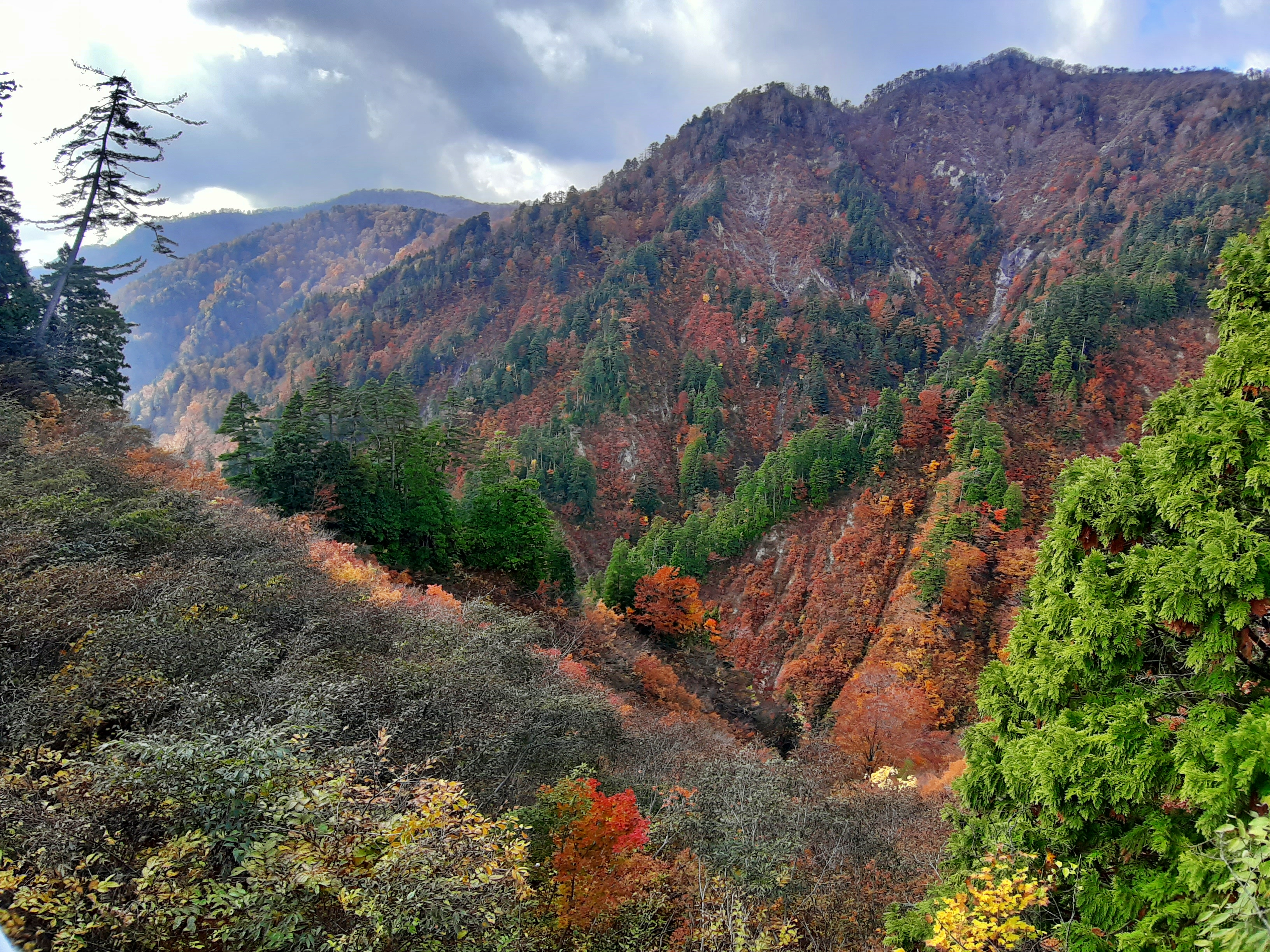
桧原沢渓谷の紅葉

当峠は、西目屋村市地区と藤里町太良地区にまたがり、世界遺産・白神山地の東側に位置する。
当峠のすぐ西側には青森県道・秋田県道317号西目屋二ツ井線が通り、県境の区間には釣瓶トンネル（標高710m）が通っている。なお、県道317号は、冬期間および悪天候時には通行止めとなる。トンネルができる以前は、牛馬や荷車は通れず鎖を使い急な崖を200mも上り下りしなければ通行できなかった峠である。そのため、井戸の「釣瓶落とし」から名付けられた。また、峠の上には記帳できるノートが据え付けられていた。
道路とトンネルが完成して、峠から見える桧原沢の紅葉やヒバ（サワラ）・天然秋田杉が名物になっている。
峠周辺は県境に沿って、白神山地から八甲田山・十和田湖周辺に至る「白神八甲田緑の回廊」となっている。野生動物の移動する経路として設定されている。
秋田県側は峠まで全面舗装されている。青森県側は峠から5km程度が舗装されている。土砂崩れのため、2005年5月から2008年5月23日まで通行止めが続いていた。また、2013年8月の秋田・岩手豪雨で通行止めになり2014年11月まで通行止めが続いた。峠の青森県側は比較的なだらかで、ブナ林の中に渓流が続く白神山地特有の地形となっているが、秋田県側は崖とブナやヒバ、天然秋田杉などの荒々しい地形となっている。
融雪や降雨時には、滝が現れる。春には新緑に包まれた背景と道路沿いのウラジロヨウラク、ムラサキヤシオツツジ、タムシバなどの花々が咲く。

## 歴史
釣瓶落峠は、津軽藩と久保田藩をつなぐ峠の1つであった。おもに尾太鉱山や太良鉱山への物資の交換のため、人々が往来したといわれている。昔、藤琴のカネ掘り渡世の者が、太良鉱山から峠を越して来て尾太鉱山で働き、のちに砂子瀬に下って定着した人々が多い。だから真名子にはまだ砂子瀬と親戚関係をただして、行き来している家もある。真名子でツルベの近くに牛を放しておくと、よく津軽から盗みにきたものだという。盗んでみても、ツルベの峠はとても牛を引いては越せないので、しかたなくここで殺して肉にして担いて越した。
戊辰戦争では、大館城攻城戦で津軽藩は久保田藩を応援し、協力して大軍で押し寄せる南部藩を攻撃したが、大館城は落城した。その後、釣瓶落峠の川下にあるきみまち阪に防衛地点を再設定した久保田藩は、津軽藩の裏切りを警戒して、釣瓶落峠に数人のマタギよりなる鉄砲隊を配置した。その際、峠ではたくさんの松明をたき、大勢の見張り兵が立ちはだかる偽装をしたという話もある。
明治維新の際、津軽からの来攻を恐れて、真名子の和三郎がツルベの峠に供えた、大木を切り倒して道をふさぎ、峠の下の物見山にかがり火を焚いて見張り番を務めたという。和三郎の父、市三郎は46歳、マタギであったが足軽の身分に取り立てられて庄内討伐の軍に参加している。大館が破られたという噂で真名子あたりの山間部楽でも大騒ぎであった。どこをどう逃げ惑ったのか、身持ち女や子どもまで連れた一団が釣瓶峠を越えてきたことがあった。